# Killers
Killers, llançat el març de 1981, és el segon àlbum d'Iron Maiden. Va ser llançat sota el segell EMI en el Regne Unit. Aquest treball els va consolidar com la banda que encapçalaria el moviment NWOBHM. S'hi poden escoltar temes com Wrathchild,The Ides of March o la semibalada Prodigal Son. Destaca l'ingrés d'Adrian Smith com a guitarrista en reemplaçament de Dennis Stratton i també seria l'últim treball del vocalista Paul Di'Anno que se'n va anar de la banda per problemes amb alcohol i drogues. Posteriorment seria reemplaçat per Bruce Dickinson. També va ser el primer àlbum produït per Martin Birch quen va produir els seus vuit següents treballs, abans de retirar-se després de Fear of the Dark el 1992.
L'àlbum és inusual, ja que es presenten 2 temes instrumentals, i va ser escrit i compost majoritàriament per Steve Harris. Totes les cançons a excepció de Murders in the Rue Morgue i Killers, van ser escrites abans del llançament del seu disc debut (no podien cabre tots en un àlbum, i posteriorment van ser regravades per incorporar a Adrian Smith); una primerenca versió de Wrathchild va ser inclosa en la compilació Metal for Muthas.
L'edició per als Estats Units, que va sortir uns mesos després del llançament en el Regne Unit va ser inicialment llançada amb els segells Harvest Records/Capitol Records i posteriorment sota Sanctuary Records/Columbia Records, incorporant Twilight Zone a l'àlbum.
La cançó Murders in the Rue Morgue està basada en la història Els crims del carrer Morgue d'Edgar Allan Poe.
La cançó "Wrathchild" apareix a l'àlbum tribut Numbers from the Beast amb Di'anno com a vocalista, Alex Skolnick en guitarra, Chris Traynor en guitarra rítmica, Frank Bello al baix, i John Tempesta en bateria.

## Llista i àudio de cançons
Totes les cançons van ser escrites per Steve Harris, excepte les especificades.
1. "The Ides of March" Arxivat 2006-12-08 a Wayback Machine. – 1:45
2. "Wrathchild" Arxivat 2009-07-19 a Wayback Machine. – 2:54
3. "Murders in the Rue Morgue" Arxivat 2006-12-13 a Wayback Machine. – 4:19
4. "Another Life" Arxivat 2006-12-14 a Wayback Machine. – 3:22
5. "Genghis Khan" Arxivat 2006-12-14 a Wayback Machine. – 3:06
6. "Innocent Exile" Arxivat 2006-11-01 a Wayback Machine. – 3:53
7. "Killers" Arxivat 2009-07-19 a Wayback Machine. (Di'Anno, Harris) – 5:01
8. "Prodigal Son" Arxivat 2006-11-01 a Wayback Machine. – 6:11
9. "Purgatory" Arxivat 2006-12-09 a Wayback Machine. – 3:2
10. "Twilight Zone" Arxivat 2006-12-08 a Wayback Machine. (Harris, Murray) – 2:34
11. "Drifter" Arxivat 2006-12-08 a Wayback Machine. – 4:48

## Integrants
- Steve Harris - baixista
- Paul Di'Anno - vocalista
- Dave Murray - guitarrista
- Adrian Smith - guitarrista
- Clive Burr - bateria